# Bernhard Stier
Bernhard Stier (* 1958 in Zeutern) ist ein deutscher Historiker.
Stier studierte Geschichte und wurde 1987 an der Universität Mannheim promoviert. Von 1987 bis 1993 war er für das Landesmuseum für Technik und Arbeit in Mannheim und für die Städtischen Museen Heilbronn tätig. Seine Habilitation schloss er 1997 ab und war danach bis 2000 Privatdozent an der Universität Mannheim. Nach einem Lehrauftrag an der Gottfried-Wilhelm-Leibniz-Universität Hannover wurde er im Jahr 2000 auf eine Professur für Neuere und Neueste Geschichte und deren Didaktik an der Universität Koblenz-Landau berufen. Er ist Mitglied der Kommission für geschichtliche Landeskunde in Baden-Württemberg.
Stiers Forschungsschwerpunkte sind Wirtschafts- und Sozialgeschichte, Technikgeschichte, Unternehmensgeschichte, Regionalgeschichte Südwestdeutschlands sowie die Geschichte des Nationalismus.

## Schriften (Auswahl)
- Mit Wolfgang von Hippel: Europa zwischen Reform und Revolution. 1800–1850 (= Handbuch der Geschichte Europas, Band 7), UTB-Ulmer, Stuttgart 2012, ISBN 978-3-8252-3585-7.
- Mit Martin Krauß: Drei Wurzeln – ein Unternehmen. 125 Jahre Bilfinger Berger AG. Ifu im Verlag Regionalkultur, Heidelberg/Ubstadt-Weiher/Basel 2005, ISBN 3-89735-411-X.
- Mit Johannes Laufer: Von der Preussag zur TUI. Wege und Wandlungen eines Unternehmens 1923–2003. Klartext, Essen 2005.
- Staat und Strom. Die politische Steuerung des Elektrizitätssystems in Deutschland 1890–1950. Verlag Regionalkultur, Ubstadt-Weiher 1999, ISBN 3-89735-107-2.
- Fürsorge und Disziplinierung im Zeitalter des Absolutismus. Das Pforzheimer Zucht- und Waisenhaus und die badische Sozialpolitik im 18. Jahrhundert. Thorbecke, Sigmaringen 1988, ISBN 3-7995-7401-8.